# Балушешти (Јаши)
Балушешти (рум. Bălușești) насеље је у Румунији у округу Јаши у општини Дагаца. Oпштина се налази на надморској висини од 179 m.

## Становништво
Према подацима из 2002. године у насељу је живело 237 становника, од којих су сви румунске националности.